# Église Saint-Pierre de Marchienne-au-Pont
L’église Saint-Pierre est un édifice religieux catholique situé à Marchienne-au-Pont dans le quartier de La Docherie, section de la ville belge de Charleroi, dans la province de Hainaut.

## Histoire

### La construction de l'église
Pierre-Joseph Parent résolut à faire construire une église de vaste proportion pour ancrer les nouveaux habitants, venus pour la plus par de la campagne. 
La première pierre de l'église fut posée 20 octobre 1867 à l'emplacement du chœur. La cérémonie et la messe en plein aire furent présidée par l'abbé Jean-Baptiste Decrolière qui est ami avec la famille Parent, qui deviendra plus tard, évêque de Namur.
La construction de l'édifice débuta en 1868 et se termina en 1867. Des lézardes se firent remarquer un peu partout dans les murs des bas-côtés, c'est pourquoi le clocher n'a pas été construit. À l'accord de Pierre-Joseph Parent, l'architecte décida d'arrêter l'élévation de la tour dont la hauteur atteignait le premier étage. Le poids de l'église, élevée sur un terrain dont le sous-sol était creusé de galerie miniers et donc instable, fit que l'édifice bougeait. À cette occasion, la fabrique de Marchienne devenue propriétaire de l'immeuble intenta un procès aux sociétés charbonnière d'Amercœur et de Bayemont,. L'action avait été introduite en 1881 vient de se terminer. Le tribunal de Charleroi a entériné le rapport des experts concluent la responsabilités des dites sociétés,. L'architecte fit procéder à la pose de barres métalliques dans les murs intérieurs et entre les colonnes pour souder l'ensemble du bâtiment lézardé.
Pierre-Joseph Parent a offert ce nouveau lieu de culte à l'évêché de Tournai qui le remit à la Fabrique d'église de Marchienne-Centre.
Les enfants de Pierre-Joseph Parent écrivirent en mars 1893 une lettre au ministre de la Justice et des Cultes pour lui demander l'autorisation de poursuivre l'élévation de la tour et de la couronner d'un clocher et en stipulant qu'ils assumeraient toutes les dépenses en souvenir de leurs parents défunts.
À la fin du mois de mai, toutes les autorités compétentes avait donné un avis favorable et la construction démarra très vite et se termina en novembre 1893. 
L'église est dédiée à saint Pierre, en l'honneur de Pierre Parent qui finança la construction.

### Les transformations
En 1925, le vicaire Yernaux transforme l'intérieur de l'église et l'inauguration a eu lieu le 20 juin 1926 lors de la bénédiction de la statue de sainte Thérèse.
En 1952, l'église a eut d'autres transformation : le percement de la porte latéral, le placement d'un nouveau chemin de croix provenant de l'église de Marchienne-Centre, une nouvelle couche de peinture dans le chœur et la cuve baptismale fut déplacée dans le bas-côté ouest.

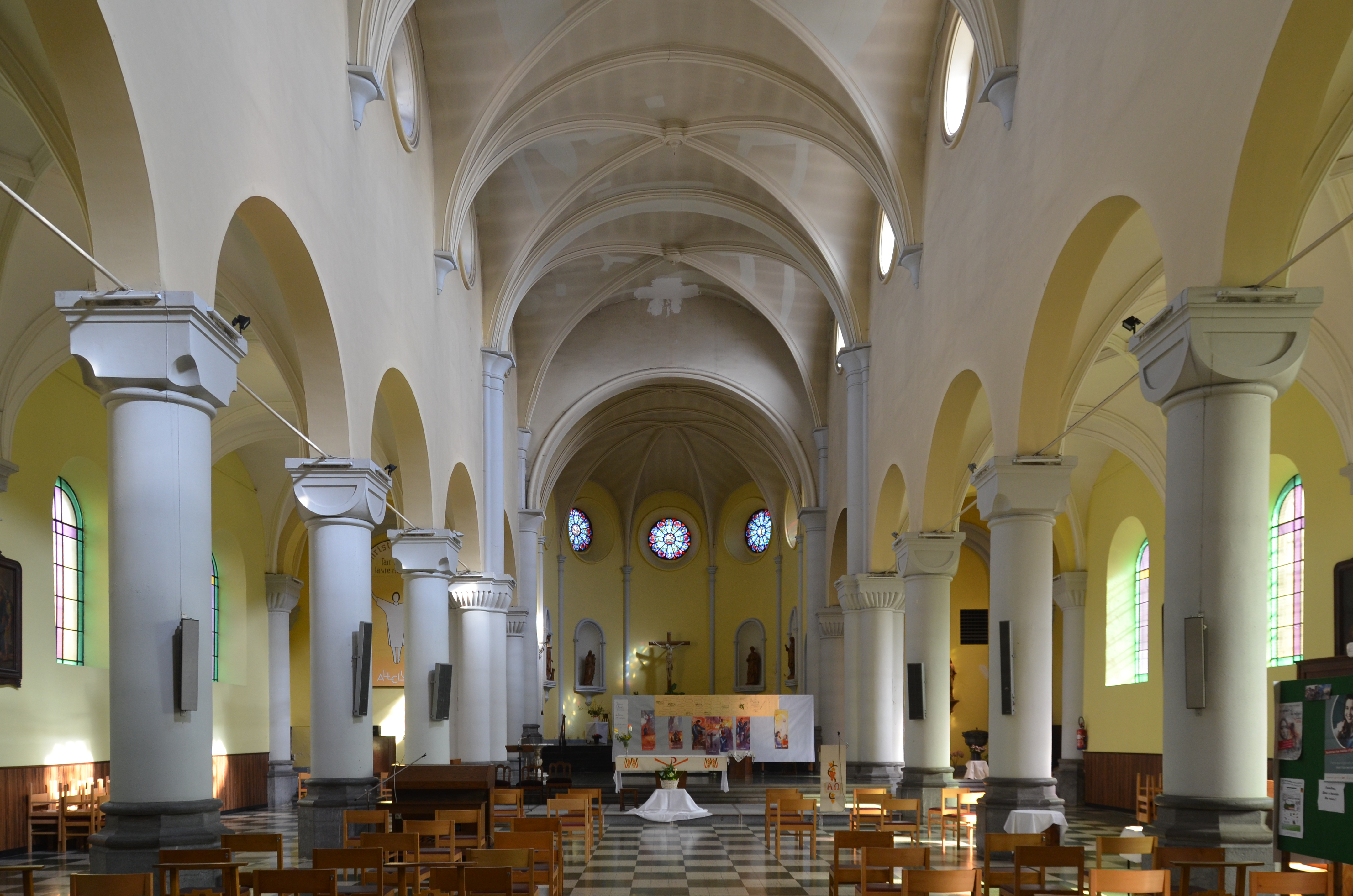
L'intérieur de l'église vers le chœur.

À la suite du concile Vatican II, l'église est à nouveau transformée en 1972.

## Description architecturale
Elle est construite en style néo-roman en plan de croix latine sous bâtières d'ardoises, elle est composée d'une nef de cinq travées qui sont éclairée d'oculi et enserrée par les bas-côtés qui sont percés de fenêtres en saillant et un chevet à pans coupé qui son précédé de deux travée droites.
La longueur total de l'église est de 48 mètre, la largeur du transept est de 22,2 mètre et la hauteur de la nef est de 19,8 mètre de hauteurs. Le clocher est une hauteurs de 38,5 pour une largeur de 7,2 mètre. La tour de l'église possède une rosace qui éclaire le deuxième étage et, au-dessous d'un cordon de pierres, les abats-son qui permet d'attendre les cloches qui sont suspendues au troisième étage.

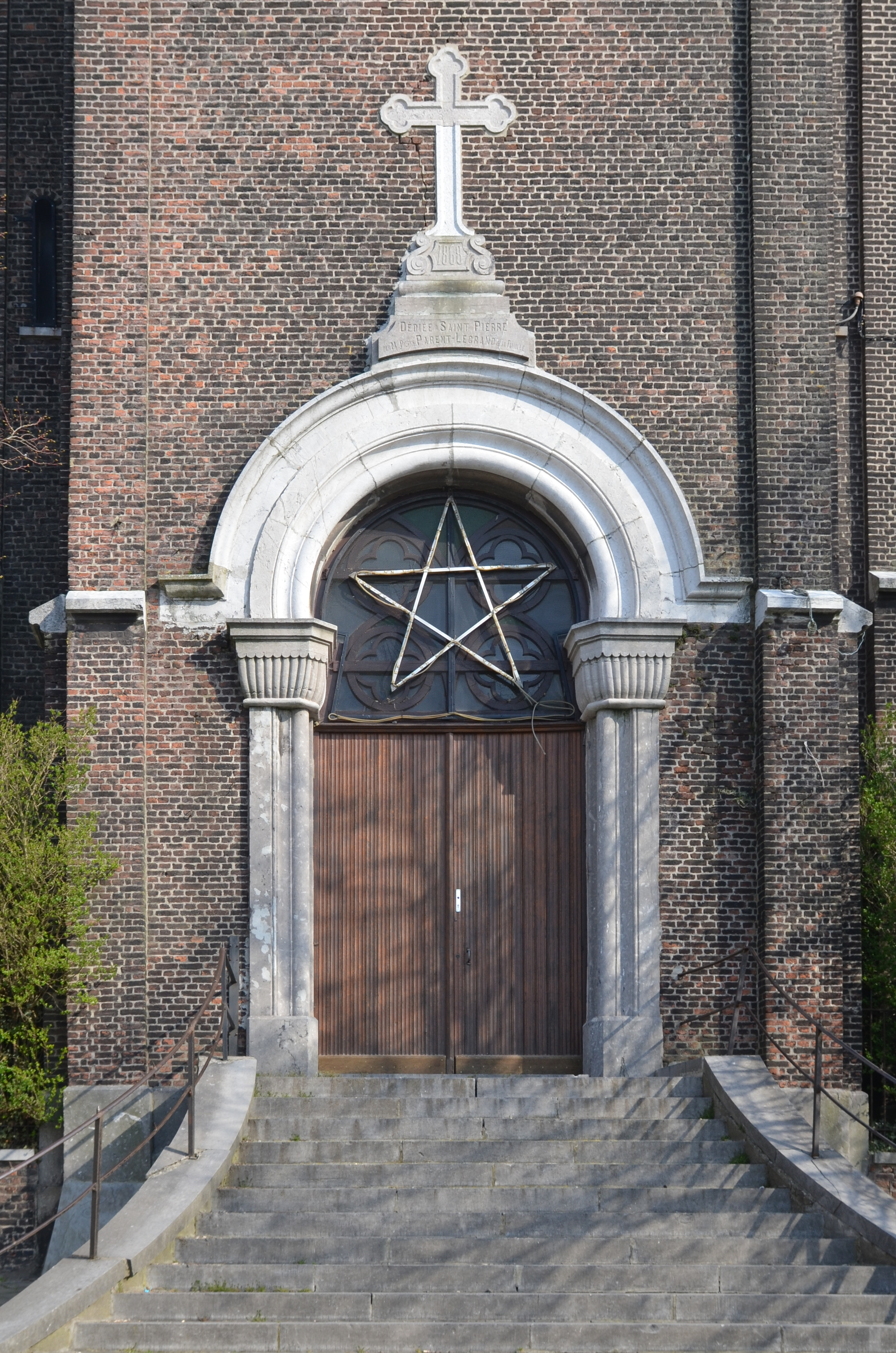
Le portail principal de l'église.

Le portail dont les jambages et l'archivolte à moulures sont inspiré du style néo-roman et au dessus du portail sont scellés trois pierres sculptées dont la première porte la dédicace : « Dédié à Saint Pierre par Pierre Parent Legrand et sa famille » et sur la deuxième un chronogramme « 1868 » et la troisième est sculpté en forme de croix latine.
L'intérieur est une combinaison de néo-roman et de néo-gothique, les cinq travées séparées par des colonnes aux fûts cylindrique reposant sur des bases octogonal dont les chapiteaux sont ouvragés. Les pieds droits sont enclavés dans les murs, des arc brisés se croisent au centre par des clefs de voûte et un faux triforium en plâtre agrémente l'espace entre les travées et les rosaces translucides. Les travées de la nef correspondent les travées des bas-côtés qui représentent également le style néo-gothique, mais dans laquelle sont percés de verrières translucide en plein cintre.

### Intérieur

#### Vitraux
Dans le transept de l'église, deux vitraux représentant Sainte-Thérèse et le couronnement de la Vierge par son Fils, furent offert à l'occasion du jubilé de l'abbé Robert et les fonds récoltés qu'on décida de faire exécuté d'autres vitraux qui éclairèrent les sept rosaces du chœur.

Les vitraux des transepts est et ouest.
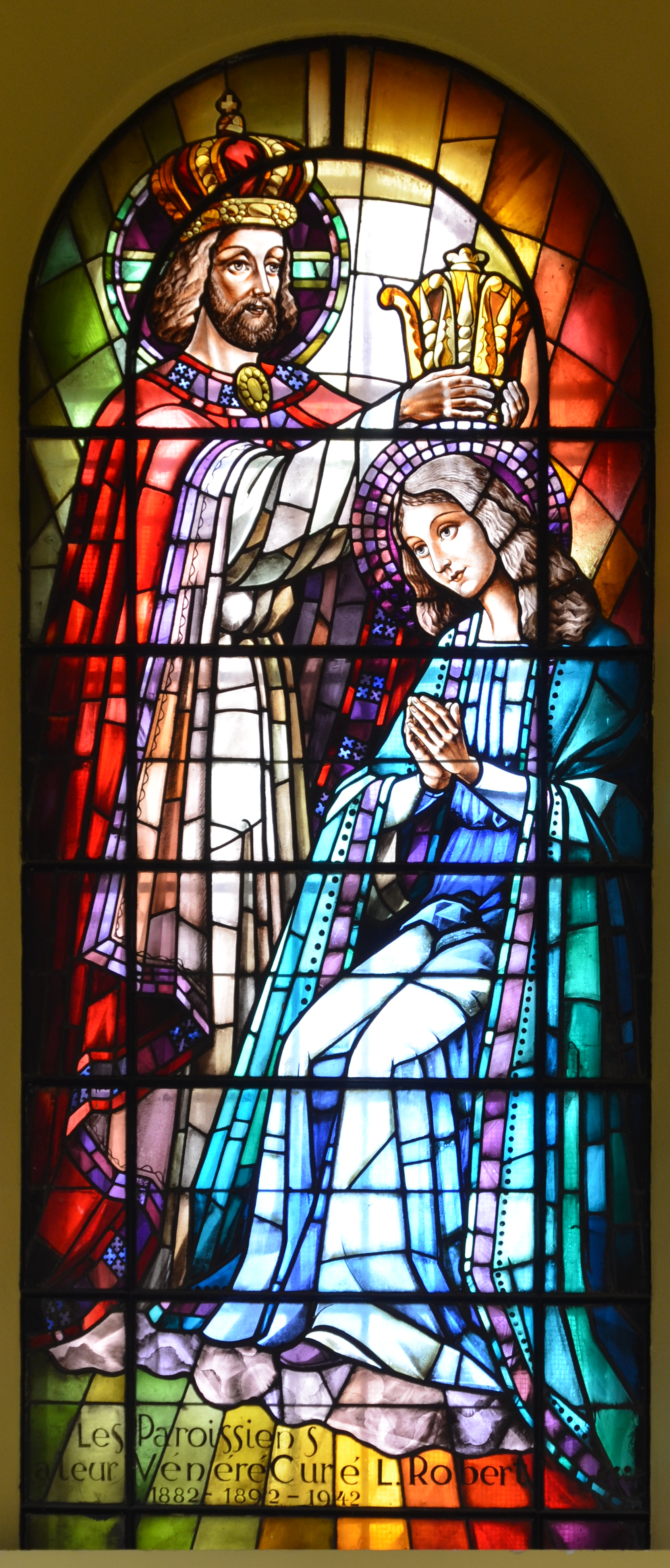
Le couronnement de la Vierge.
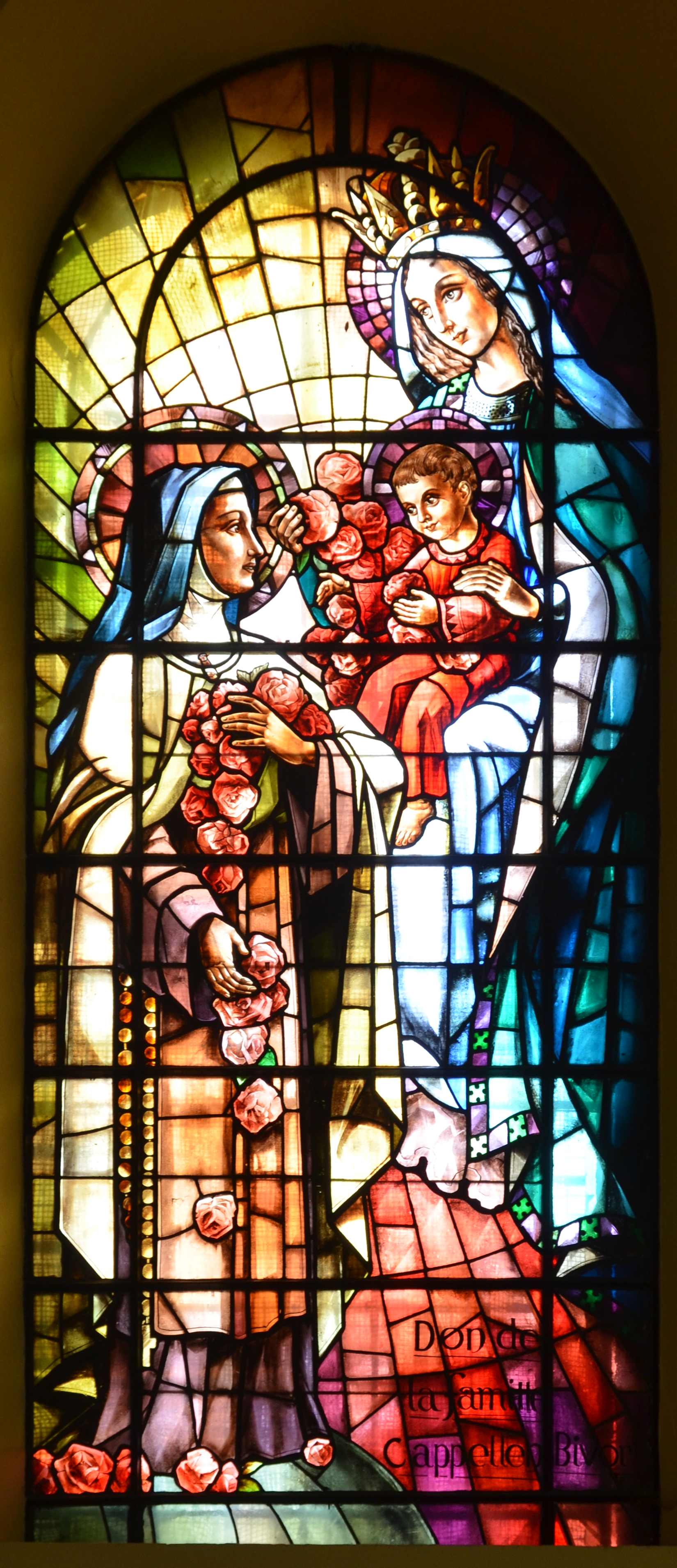
Sainte-Thérèse de Lisieux.

#### Mobiliers liturgiques
L'église possède :
- une cuve baptismale de style gothique (XVIe siècle), provenant de l'ancienne église de Marchienne-Centre[11],[10] ;
- un bénitier en pierre de style classique[10] ;
- des confessionnaux datant du XIXe siècle[6].
- un chemin de croix datant de la fin du XIXe siècle provenant de l'église de la Sainte-Vierge de Marchienne-Centre[7],
- un grand crucifix situé dans le chœur[6],

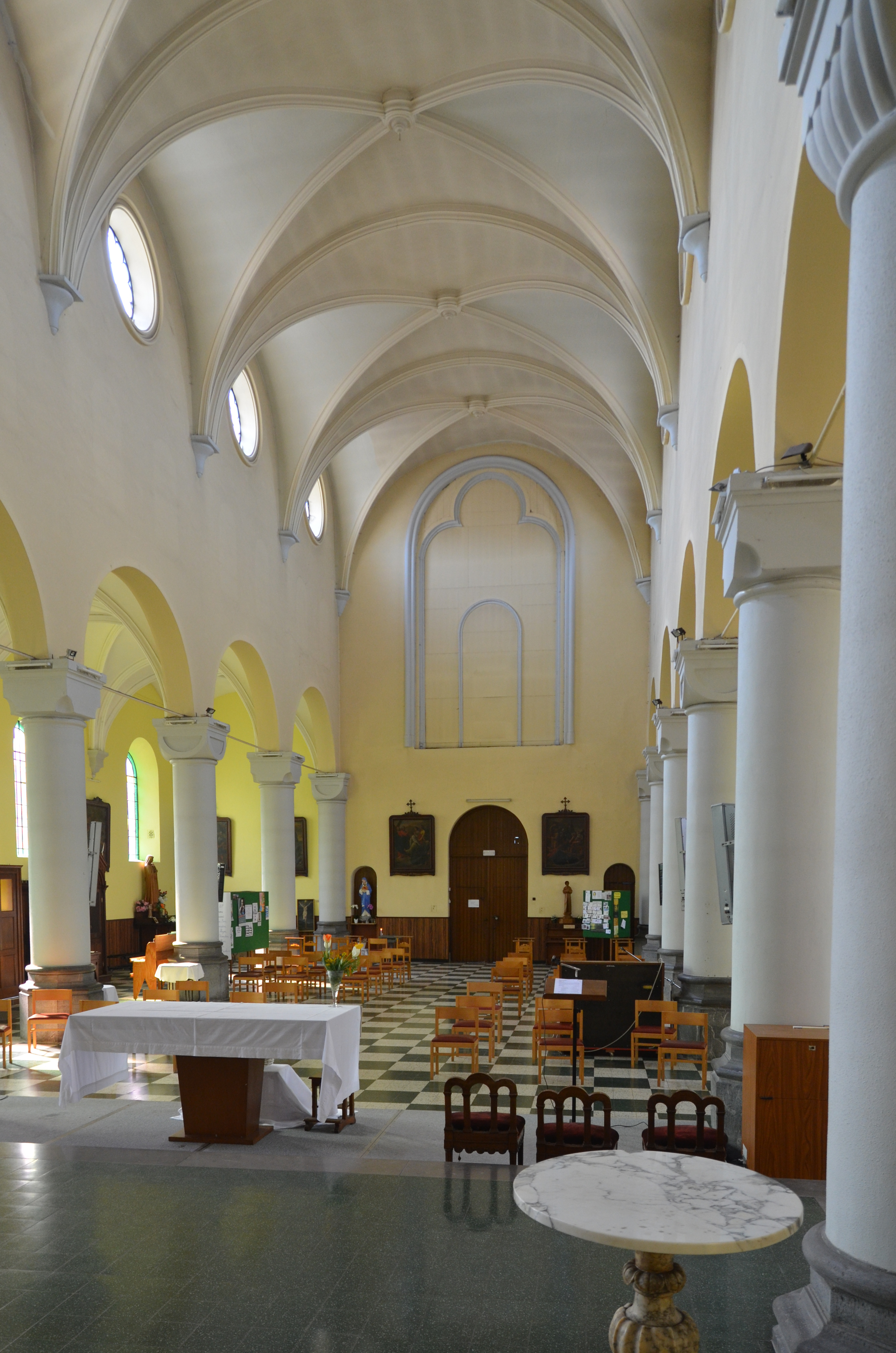
L'intérieur vers l'entrée principale.

- L'intérieur vers l'entrée principale.deux supports en bois, dont un supporte le tabernacle et l'autre la Bible[12],
- un autel en bois à la jonction du transept et de la nef[12].

#### Objets liturgiques
L'église possède quelques pièce d'orfèvrerie comme par exemple :
- un ciboire donné en 1869[12] ;
- un calice qui date de la deuxième moitié du XVIIe siècle et qui possède des poinçons de Tournai[12] ;
- une croix de procession en laiton doré[12] ;
- un ostensoir-soleil en métal argenté qui est fabriqué vers 1870[12] ;
- un reliquaire de la Vierge en laiton coulé et doré, dont les statuettes sont représenté d'une vierge à l'enfant entouré de deux anges adorateurs[12].

## Cloches
À la suite de la construction du clocher, le curé Robert fit circuler dans la paroisse et dans les environs une souscription pour l'achat de cloches. Elles furent fondues à Tellin, dans les Ateliers de Adrien Caussart,.
- La grosse pesait 1 384 kg (Charlotte)[13],[15].
- La moyenne pesait 935 kg (Marie-Barbe)[13],[14].
- La petite pesait 686 kg (Augustine)[14], cette cloche se fêla en 1912 est elle fut remplacée et fondue aux Établissement Cassart pour renaître sous une forme de bourdon de 2 282 kg. Sont nom était Anna, elle donnait la note ré qui a été bénie en 1914[13].

La bénédiction des trois cloches qui eut lieu le 17 décembre 1893 et furent suspendue dans le clocher le 23 du même mois. En 1943, les trois cloches furent enlevé par les Allemands et après la guerre, des nouvelles cloches furent fondue à la fonderie Tastenoe à Leeuw-Saint-Pierre. Les nouvelles cloches furent baptisée, le 14 janvier 1951 par Charles-Marie Himmer. Elles portent les mêmes appellations d'origines :
- Anna (2 330 kg) ;
- Charlotte (1 440 kg) ;
- Marie-Barbe (1 050 kg).